# Ryszard Rumianek

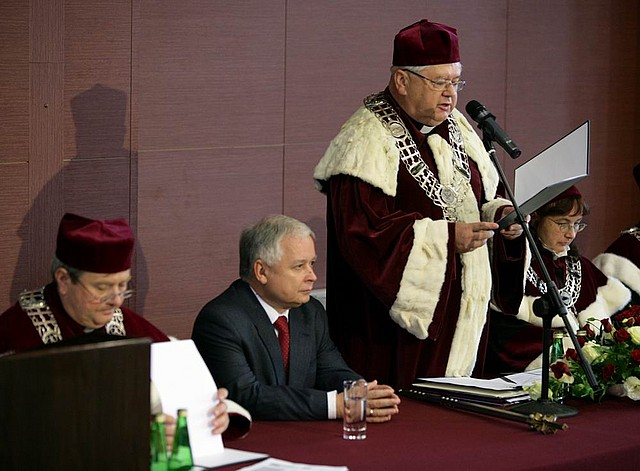
Ks. Ryszard Rumianek (przemawia) podczas inauguracji roku akademickiego 2009/2010 na UKSW (2009)

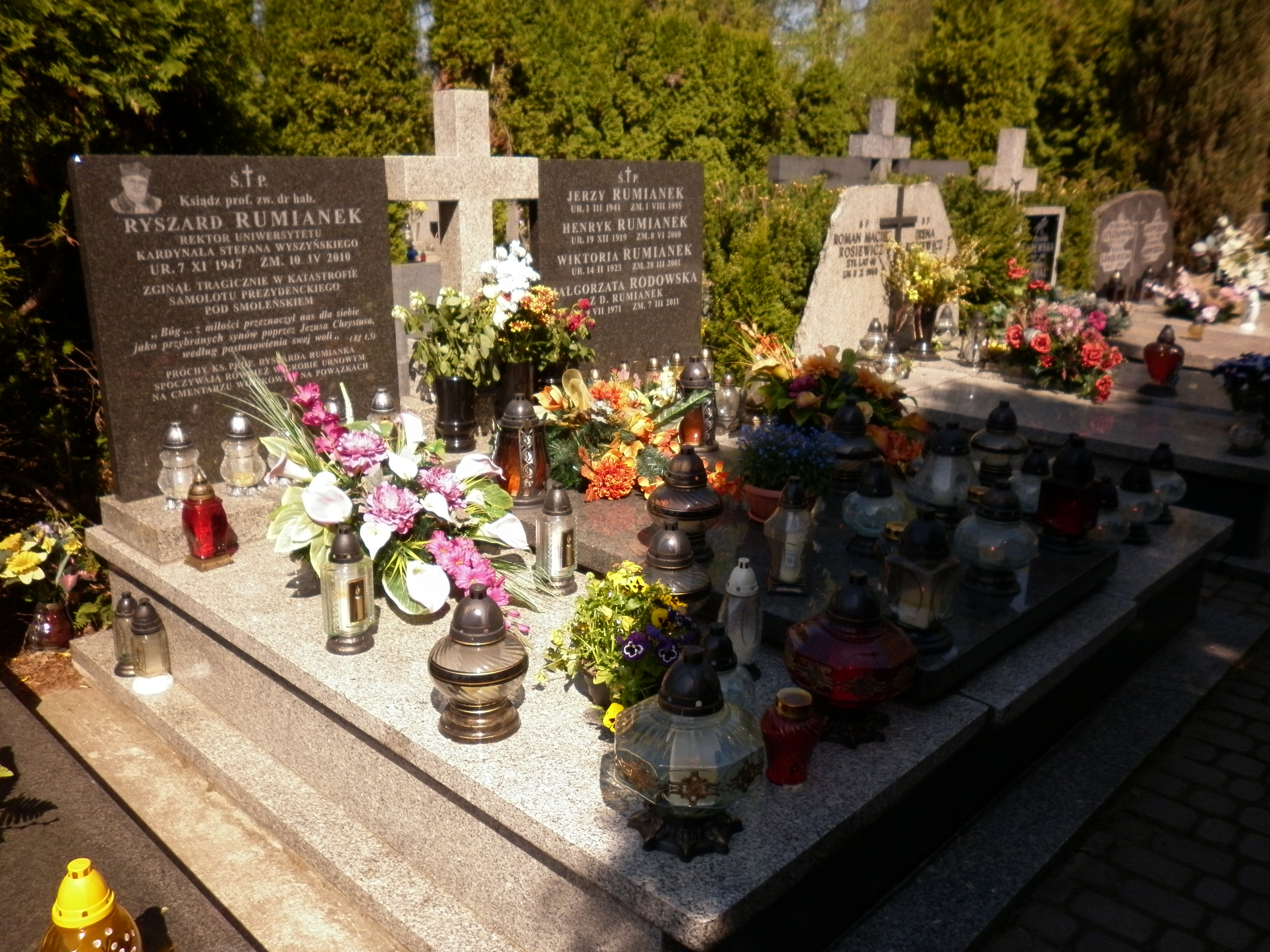
Grób Ryszarda Rumianka na cmentarzu w Pyrach

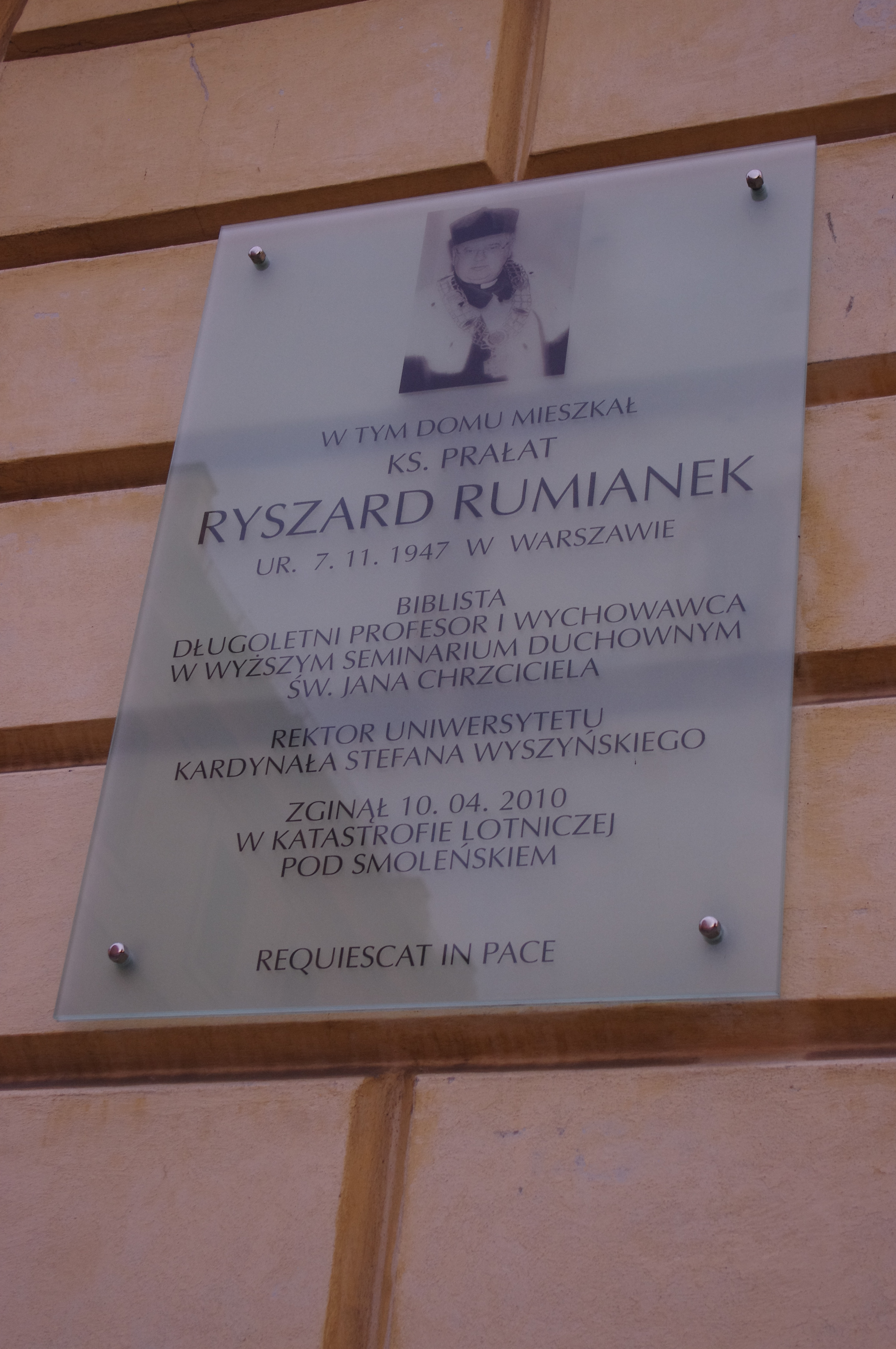
Tablica upamiętniająca ks. Ryszarda Rumianka na budynku Wyższego Metropolitalnego Seminarium Duchownego w Warszawie na warszawskim Krakowskim Przedmieściu

Ryszard Rumianek (ur. 7 listopada 1947 w Warszawie, zm. 10 kwietnia 2010 w Smoleńsku) – polski duchowny katolicki i profesor nauk teologicznych, prałat, rektor Uniwersytetu Kardynała Stefana Wyszyńskiego w latach 2005–2010.

## Życiorys
Podczas kształcenia w seminarium duchownym był kolegą Jerzego Popiełuszki. Święcenia kapłańskie przyjął w 1972 z rąk kard. Stefana Wyszyńskiego tuż po ukończeniu studiów w Wyższym Metropolitalnym Seminarium Duchownym w Warszawie.
W 1995 habilitował się na Papieskim Wydziale Teologicznym w Warszawie na podstawie rozprawy Motyw miłości cudzołożnej w Ez 16 i 23. W 2002 roku uzyskał tytuł profesora w zakresie nauk teologicznych. Specjalizował się w egzegezie Starego Testamentu, historii biblijnej, a także teologii biblijnej i pastoralnej.
W latach 2005–2010 był rektorem Uniwersytetu Kardynała Stefana Wyszyńskiego w Warszawie. Na tym uniwersytecie pełnił także funkcje kierownika katedr: Historii Biblijnej i Filologii Biblijnej.
Był członkiem Zakonu Rycerskiego Grobu Bożego w Jerozolimie.
Zginął 10 kwietnia 2010 w katastrofie polskiego samolotu Tu-154M w Smoleńsku w drodze na obchody 70. rocznicy zbrodni katyńskiej. 22 kwietnia 2010 odbył się pogrzeb, w którym w grobie rodzinnym na cmentarzu w Pyrach formalnie został pochowany ks. Ryszard Rumianek.
12 listopada 2012 na wniosek prokuratury dokonano ekshumacji zwłok z grobu, a w wyniku badań ustalono, że nie spoczywało w nim ciało ks. Rumianka, ponieważ zostało zamienione z ciałem innej ofiary katastrofy (ks. Zdzisława Króla, ekshumowanego do badań równolegle tego samego dnia) i pierwotnie pochowane w innym miejscu. 15 grudnia 2012 odbył się ponowny pogrzeb ks. Rumianka. Po mszy św. w kościele św. Michała Archanioła w Warszawie, której przewodniczył bp Marian Duś, ciało ks. Rumianka zostało pochowane na cmentarzu w Pyrach.

## Odznaczenia i upamiętnienie
5 października 2009 „za wybitne zasługi w działalności naukowo-dydaktycznej, za osiągnięcia w pracy duszpasterskiej” został odznaczony Krzyżem Oficerskim Orderu Odrodzenia Polski. 16 kwietnia 2010 został pośmiertnie odznaczony Krzyżem Komandorskim Orderu Odrodzenia Polski.
29 kwietnia 2010 Senat Uniwersytetu Kardynała Stefana Wyszyńskiego, pragnąc uczcić pamięć Ryszarda Rumianka, nadał jego imię kampusowi przy ulicy Wóycickiego 1/3.
W 2010 otrzymał pośmiertnie nagrodę Feniks Specjalny za całokształt pracy naukowej dotyczącej poszerzania i pogłębiania wiedzy o Piśmie Świętym oraz za szczególny mecenat nad wydawnictwami katolickimi i akademickimi.
3 kwietnia 2011 tablicę pamiątkową poświęconą Ryszardowi Rumiankowi odsłonięto w Wyższym Metropolitalnym Seminarium Duchownym w Warszawie, a 9 kwietnia 2011 został on upamiętniony, wraz z innymi ofiarami katastrofy w Smoleńsku związanymi z Uniwersytetem Kardynała Stefana Wyszyńskiego w Warszawie, na tablicy pamiątkowej odsłoniętej w siedzibie uczelni.
W drugą rocznicę pierwotnych uroczystości pogrzebowych księdza, 22 kwietnia 2012, zainaugurowała działalność Fundacja im. ks. prof. Ryszarda Rumianka. Jej prezesem został ks. Zygmunt Niewęgłowski, wieloletni współpracownik oraz przyjaciel księdza Rumianka. Jej celem jest „kształtowanie pięknej, mądrej, dobrze wykształconej i gotowej do w pełni świadomego i odpowiedzialnego dorosłego życia polskiej młodzieży, pomoc osobom narażonym na marginalizację i kształtowanie silnej i zdrowej rodziny”.

## Wybrane publikacje
- Motyw miłości cudzołożnej w Ez 16 i 23 (1995, ISBN 83-86150-45-9)
- Wizje pomyślności w Księdze Ezechiela (1998, ISBN 83-85706-37-2)
- Orędzie Księgi Ezechiela (1999, ISBN 83-87802-16-6)
- Prorocy okresu niewoli babilońskiej (2004, ISBN 83-7072-316-0)
- Brama do nieba: przewodnik po Ziemi Świętej (2008, ISBN 978-83-925430-6-0)
- Księga Ezechiela: tłumaczenie i komentarz (2009, ISBN 978-83-7072-565-5)